# Лаш, Владимир Львович
Владимир Львович Лаш (17 (29) октября 1895, Москва — 29 января 1947 года) — российский и советский футболист. Известен по своим выступлениям за «Унион» и ЦДКА.

## Биография
В 16 лет начал заниматься в футбольной секции спортивного общество «Унион», за который выступал следующие одиннадцать лет, став в его составе, в 1914 году, финалистом кубка Фульда. В 1923 году перешёл в «Яхт-клуб Райкомвода», в котором провёл один сезон. В 1924—1926 годах выступал за клуб «Сахарники». С 1927 по года играл за московских армейцев, с которыми в 1927 и 1930 годах становился вторым призёром чемпионата Москвы.
После окончания карьеры футболиста работал теннисным судьёй. С 1945 года — судья всесоюзной категории по теннису.
Был репрессирован. Умер 29 января 1947 года. Место смерти неизвестно.

## Карьера в сборной
Лаш провёл за сборную Российской империи два матча в 1914 году: против сборной Швеции и сборной Норвегии. В матче против «викингов», на 75-й минуте игры, он был удалён с поля за стычку с соперником. Таким образом, Владимир Лаш стал первым удалённом футболистом в истории российской сборной.

## Достижения
- Финалист кубка Фульда: 1914.
- Второй призёр чемпионата Москвы (2): 1927 (весна), 1930.